# Arbanitis andrewsi
Espèce
Synonymes
- Dyarcyops andrewsi Hogg, 1902
- Misgolas andrewsi (Hogg, 1902)

Arbanitis andrewsi est une espèce d'araignées mygalomorphes de la famille des Idiopidae.

## Distribution
Cette espèce est endémique d'Australie-Méridionale. Elle a été découverte à Mount Compass.

## Description
La carapace de la femelle holotype mesure 12 mm de long sur 7 à 9 mm et l'abdomen 11 mm de long sur 7 mm.

## Étymologie
Cette espèce est nommée en l'honneur de F. W. Andrews.

## Publication originale
- Hogg, 1902 : On some additions to the Australian spiders of the suborder Mygalomorphae. Proceedings of the Zoological Society of London, vol. 1902, no 2, p. 121-142 (texte intégral).